# Um Homem Só (filme)
Um Homem Só  é um filme brasileiro de 2016, do gênero comédia dramática e ficção científica, com roteiro e direção de Claudia Jouvin. O filme marca a estréia de Claudia como diretora de longa-metragem, de Mariana Ximenes como produtora, e da produtora Giros no mercado de ficção. Suas filmagens ocorreram no Rio de Janeiro. O filme teve como parceiros a RioFilme, FSA, Globo Filmes, Ancine, Funcine, TeleCine, Downtown Filmes, Paris Filmes, QuantaPost e Finep.

## Sinopse
O filme conta a história de Arnaldo (Vladimir Brichta), que, para livrar-se da vida miserável que leva, procura uma clínica de cópias, que promete copiar pessoas. Com uma cópia ocupando seu lugar, ele levaria uma vida nova. Mas, ao ter seu pedido negado, Arnaldo não tem outra opção senão tentar mudar o rumo de sua história. Ao se apaixonar por Josie (Mariana Ximenes), a atendente de um cemitério de animais, Arnaldo acredita que encontrou uma chance de finalmente ser feliz. Mas, talvez ele esteja enganado. Um homem só é uma fábula urbana, que trata da complexidade dos relacionamentos, com boas doses de ironia e humor.

## Elenco
- Vladimir Brichta....Arnaldo 1 e 2
- Mariana Ximenes....Josie
- Ingrid Guimarães....Aline
- Otávio Muller....Mascarenhas
- Eliane Giardini....Tia Leila
- Milhem Cortaz....Cássio
- Daniel Aráoz....Dr. Döppel
- Cadu Fávero....Cigano
- Aramis Trindade....Tipo Magro
- Natália Lage....Cecília
- Luíza Mariani....Suzana
- Sandro Rocha....Cadu
- Letícia Isnar....Sônia
- Débora Lamm....Ruth
- Mabel Cezar....Secretária
- Murilo Grossi....Tomé
- Julio Levy....Chefe
- Maurício Rizzo....Colega
- Paulinho Serra....Homem que chora
- Mary Sheila....Mãe
- José Araújo....Cego
- Manoela Rosa....Menina

## Recepção
Francisco Russo, escrevendo sua crítica de cinema para o Adoro Cinema avaliou o filme como "regular": "Por mais que a construção do jogo envolvendo os duplos do personagem principal seja interessante, o roteiro peca pela necessidade em estabelecer dependências amorosas em ambos os lados - e, pior ainda, com personagens femininas bastante dependentes à sua versão de Vladimir."

## Prêmios
Festival de Gramado 2015
- Melhor Ator Coadjuvante para Otávio Muller

- Melhor Fotografia

- Melhor Atriz para Mariana Ximenes[2]

## Lançamento
O filme foi exibido na Mostra de Cinema de São Paulo de 2015 e também foi exibido no Festival de Cinema de Punta Del Leste em 2016.